# Місія Кокса — Квасневського
Мі́сія Ко́кса — Квасне́вського — моніторингова місія Європейського парламенту зі спостереження за розглядом кримінальних справ екс-прем'єр-міністра України Юлії Тимошенко, колишнього міністра МВС України Юрія Луценка та колишнього виконувача обов'язків міністра оборони України Валерія Іващенка, яка діяла з червня 2012 року по червень 2014 року. Місію проводили колишній президент Польщі Олександр Квасневський та колишній голова Європарламенту Пет Кокс.

## Хронологія
Місія під керівництвом Пета Кокса і Олександра Квасневського була створена у травні 2012 року, після домовленостей між президентом Європарламенту Мартіном Шульцем і прем'єр-міністром України Миколою Азаровим. Місія діяла з червня 2012 року. У квітні 2013 року Європарламент продовжив роботу місії до вересня 2013 року, а в жовтні 2013 року — до середини листопада 2013 року.
Очікувалося, що на Вільнюському саміті Східного партнерства, який пройшов 28—29 листопада 2013 року, рішення місії було б вирішальним при підписанні Угоди про асоціацію між Україною та Європейським Союзом.
29 листопада, після того як тодішній президент України Віктор Янукович «провалив» підписання угоди з Євросоюзом, місія припинила свою роботу, але президент Європарламенту Мартін Шульц пообіцяв, що місію Пета Кокса та Олександра Квасневського в Україні подовжать. 5 грудня 2013 року місію Кокса — Квасневського було знову подовжено.
7 червня 2014 року, після інавгурації п'ятого президента України Петра Порошенка, Олександр Квасневський заявив про успішне завершення місії.